# F. M. Busby
Francis Marion Busby Jr. (geboren am 11. März 1921 in Indianapolis; gestorben am 17. Februar 2005 in Seattle) war ein amerikanischer Science-Fiction-Autor.

## Leben
Busby war der Sohn von Francis Marion Busby und Clara Irene, geborene Nye. Er studierte an der Washington State University. Während des Zweiten Weltkriegs arbeitete er für das  Alaska Communications System, ein Nachrichtensystem der US Army in Alaska. Nach Ende des Krieges setzte er sein Studium fort und schloss mit einem B. S. 1946 in Physik und 1947 in Ingenieurwissenschaften ab. Danach arbeitete er als Ingenieur erneut für das Alaska Communications System. 1954 heiratete er Elinor Doub, mit der er eine 1952 geborene Tochter hatte.
Seit den 1950er Jahren war er im SF-Fandom aktiv und gab zusammen mit seiner Frau das Fanzine Cry of the Nameless heraus, für das sie zusammen mit Burnett Toskey und Wally Weber 1960 mit dem Hugo Award ausgezeichnet wurden.
1957 war bei Future Science Fiction eine erste Kurzgeschichte Busbys, A Gun for Grandfather, erschienen. Es dauerte aber bis zu Beginn der 1970er Jahre, bis Busby sich intensiv der Schriftstellerei zuwandte. 1970 hatte er gekündigt und war seitdem freier Autor und 1972 nahm er an einem der Clarion Workshops für angehende SF-Autoren teil. Von da an erschienen in schneller Folge weitere Arbeiten, bis Mitte der 1990er insgesamt 20 Romane und über 40 Kurzgeschichten.
Einen Großteil seiner Romane bildet die Gruppe der Serien Rissa Kerguelen, Hulzein und Slow Freight um Rissa Kerguelen und Bran Tregare, die dem Subgenre der Space Opera zuzurechnen sind. Busby ist auch bekannt für seine starken Frauengestalten.
Ins Deutsche übersetzt wurde der erste Roman der Demu-Serie und zwei Kurzgeschichten.

## Auszeichnungen
- 1960 Hugo Award für Cry of the Nameless als bestes Fanzine

## Bibliografie
Demu-Serie
- 1 Cage a Man (1973)
  - Deutsch: Mensch im Käfig. Übersetzt von Leni Sobez. Bastei Lübbe #21062, 1975, ISBN 3-404-04965-9.
- 2 The Proud Enemy (1975)
- 3 End of the Line (1980, in: F. M. Busby: The Demu Trilogy)
- Cage a Man (in: The Magazine of Fantasy and Science Fiction, September 1973)
- The Learning of Eeshta (in: Worlds of If, September-October 1973)
- The Demu Trilogy (Sammelausgabe von 1–3; 1980)

Jay Pearsall (Kurzgeschichten)
- Pearsall’s Return (1973, in: Worlds of If, July-August 1973 [UK])
- Search (in: Amazing Stories, December 1976)
- Never So Lost … (in: Amazing Stories, October 1977)
- Nobody Home (in: Amazing Stories, July 1977)
- All These Earths (1978, Sammlung und Fix-up)

Rissa Kerguelen and Bran Tregare – Hulzein
- 1 Star Rebel (1984)
- 2 Rebel’s Quest (1984)
- 3 The Alien Debt (1984)
- 4 Rebels’ Seed (1986)
- The Rebel Dynasty, Volume I (Sammelausgabe von 1 und 2; 1987)
- The Rebel Dynasty, Volume II (Sammelausgabe von 3 und 4; 1988)

Rissa Kerguelen and Bran Tregare – Rissa Kerguelen
- 1 Rissa Kerguelen (1976; auch: Rissa and Tregare, 1984; auch: Young Rissa, 1984)
- 2 The Long View (1976)
- 2 Rissa and Tregare (1984)
- 3 Zelde M’Tana (1980)
- Rissa Kerguelen (Sammelausgabe von 1 und 2; 1977)

Slow Freight (Romane)
- 1 Slow Freight (1991)
- 2 Arrow from Earth (1995)
- 3 The Triad Worlds (1996)

Einzelromane
- The Breeds of Man (1988)
- The Singularity Project (1993)
- Islands of Tomorrow (1994)

Sammlungen
- Getting Home (1987)

Kurzgeschichten
1957:
- A Gun for Grandfather (in: Future Science Fiction, #34, Fall 1957)

1972:
- Of Mice and Otis (in: Amazing Science Fiction, March 1972)
- The Puiss of Krrlik (in: Fantastic, April 1972)
- Here, There, and Everywhere (1972, in: Robin Scott Wilson (Hrsg.): Clarion II)
- Proof (in: Amazing Science Fiction, September 1972)
  - Deutsch: Geschehen und ungeschehen machen. Übersetzt von Tony Westermayr. In: Isaac Asimov, Joseph D. Olander und Martin H. Greenberg (Hrsg.): Feuerwerk der SF. Goldmann (Edition '84: Die positiven Utopien #8), 1984, ISBN 3-442-08408-3.
- The Real World (in: Fantastic, December 1972)

1973:
- Once Upon a Unicorn (in: Fantastic, April 1973)
- Three Tinks on the House (in: Vertex: The Magazine of Science Fiction, June 1973)
- 20001⁄2 – A Spaced Oddity (in: Vertex: The Magazine of Science Fiction, June 1973)
- Play It Again, Sam (1973, in: Robin Scott Wilson (Hrsg.): Clarion III)
- Road Map (1973, in: Robin Scott Wilson (Hrsg.): Clarion III)
- Tell Me All About Yourself (1973, in: Robert Silverberg (Hrsg.): New Dimensions 3)

1974:
- I’m Going to Get You (in: Fantastic, March 1974)
- Getting Home (in: The Magazine of Fantasy and Science Fiction, April 1974)
- What Was That? (in: Amazing Science Fiction, April 1974)
- Collateral (1974, in: Vertex: The Magazine of Science Fiction, June 1973)
- Time of Need (1974, in: Vertex: The Magazine of Science Fiction, June 1973)
- Retroflex (1974, in: Vertex: The Magazine of Science Fiction, June 1973)
- If This Is Winnetka, You Must Be Judy (1974, in: Terry Carr (Hrsg.): Universe 5)

1975:
- Misconception (1975, in: Vertex: The Magazine of Science Fiction, June 1973)
- The Signing of Tulip (in: Vertex, June 1975)
- Advantage (in: Vertex, August 1975)

1977:
- Backspace (in: Isaac Asimov’s Science Fiction Magazine, Winter 1977)

1978:
- Come to the Party (in: Analog Science Fiction/Science Fact, December 1978; mit Frank Herbert)

1980:
- First Person Plural (1980, in: Terry Carr (Hrsg.): Universe 10)

1981:
- Balancing Act (in: Isaac Asimov’s Science Fiction Magazine, February 16, 1981)
- Backup System (in: Isaac Asimov’s Science Fiction Magazine, October 26, 1981)
- Wrong Number (in: Isaac Asimov’s Science Fiction Magazine, December 21, 1981)

1982:
- Stormer (in: Rigel Science Fiction, #3 Winter 1982)
- For a Daughter (1982, in: Jessica Amanda Salmonson (Hrsg.): Amazons II)
  - Deutsch: Für eine Tochter. In: Jessica Amanda Salmonson (Hrsg.): Neue Amazonen-Geschichten. Bastei Lübbe Fantasy #20052, 1983, ISBN 3-404-20052-7.
- Dibs on Earth (1982, in: Fifty Extremely SF* Stories)

1983:
- Before the Seas Came (1983, in: Jessica Amanda Salmonson (Hrsg.): Heroic Visions)

1984:
- Mars is Monotonous (1984, in: Westercon 37 Program Book)

1987:
- The Absence of Tom Leone (1987, in: F. M. Busby: Getting Home)

1989:
- Where Credit Is Due (in: Amazing Stories, March 1989)

1990:
- Where Are You, Guy de Maupassant, Now That We Need You? (in: Isaac Asimov’s Science Fiction Magazine, May 1990)

1991:
- Eden Regained (in: Analog Science Fiction and Fact, March 1991)
- Conquest (in: Analog Science Fiction and Fact, April 1991)
- The Implanted Man (in: Amazing Stories, November 1991)
- Tundra Moss (1991, in: Gregory Benford und Martin H. Greenberg (Hrsg.): What Might Have Been? Volume 3: Alternate Wars)

1993:
- Quantum Bleep: The Catagorical Imperative (1993, in: Westercon 46 Program Book)